# 安原和雄
 安原 和雄 （やすはら かずお、1935年3月15日 - 2020年3月28日）は、広島県生まれの日本の経済学者、足利工業大学名誉教授。元毎日新聞論説委員。専門は仏教経済学。

## 略歴
- 1935年、広島県に生まれる
- 1958年、一橋大学社会学部卒業（高島善哉ゼミ）[2]、毎日新聞東京本社入社
  - 経済担当記者となり、経済部副部長、論説委員を歴任
- 1990年、毎日新聞を早期退職し、足利工業大学教授（経済学）に転任
- 2005年、同大定年退職、名誉教授に

## 役職
- 経済審議会委員、仏教経営フォーラム理事

## 著作リスト
- 『大蔵省』（教育社、1974年）
- 『白い共産主義―激動のヨーロッパに明日の日本を占う』（学陽書房、1977年）
- 『ユーロコミュニズム』（教育社、1978年）
- 『経団連会長の戦後史』（ビジネス社、1985年）
- 『日商会頭の戦後史』（ビジネス社、1986年）
- 『遊びの人生経済学―遊びが人生、世の中を変える』（創流出版、1993年）
- 『知足の経済学―崩壊する日本経済社会を救う「文化志士」のすすめ』（ごま書房、1995年）
- 『足るを知る経済―仏教思想で創る二十一世紀と日本』（毎日新聞社、2000年）
- 『平和をつくる構想―石橋湛山の小日本主義に学ぶ』（澤田出版、2006年）

### 共著
- 『危機に立つ銀行 - 燃え上がる金融王国批判 』（山村喜晴との共著、国際商業出版、1976年）

### 論文
- CiNii>安原和雄